# Cadreita
Cadreita es una villa y municipio español de la Comunidad Foral de Navarra, situado en la merindad de Tudela, en la comarca de la Ribera Arga-Aragón y a 75,5 km de la capital de la comunidad, Pamplona. Su población en 2024 era de 2197 habitantes (INE).

## Símbolos
El escudo de armas de la villa de Cadreita tiene el siguiente blasón:

Terciado en palo y cuartelado en cruz: 1.' de plata y una estrella de oro de ocho puntas. 2: y 5.' de azur y dos castillos de oro de tres almenas. 3.' y 4: de oro y dos vacas de plata. Su antiguo sello, ya desaparecido, representaba un castillo almenado con dos lanzas enhiestas a ambos lados de la torre central.

Está incompleto el escudo pintado en las vidrieras del Palacio de Navarra y «ofrece la anomalía de figurar metal sobre metal que contra viene las leyes de la Heráldica.» Se tiene noticia que «desde 1841 usa en su sello una estrella de ocho puntas, que combinada con las armas de los Armendáriz, qoe fueron señores de la villa, dan lugar el escudo actual.»

## Geografía
Cadreita está situada en la parte sur de la Comunidad Foral de Navarra dentro de la región geográfica de la Ribera de Navarra, y se encuentra a 75 kilómetros de Pamplona. Su término municipal tiene una superficie de 27,20 km² y limita al norte con Villafranca, al este con Valtierra, al oeste con Milagro y al sur con Alfaro en la comunidad autónoma de La Rioja.
El término municipal está atravesado por la autopista de Navarra (AP-15), por la carretera nacional N-121, que conecta con Caparroso, y por las carreteras autonómicas NA-134, que permite la comunicación con Milagro y Valtierra, y NA-660, que se dirige hacia Villafranca.
| Noroeste: Villafranca       | Norte: Villafranca     | Nordeste: Bardenas Reales |
| Oeste: Milagro              |                        | Este: Valtierra           |
| Suroeste: Alfaro (La Rioja) | Sur: Alfaro (La Rioja) | Sureste: Valtierra        |

### Relieve
El relieve del municipio es predominantemente llano, al estar definido por el valle del río Cadreita y la cercanía del río Ebro. Al noreste aparece el típico paisaje irregular y árido de las Bardenas Reales. La altitud oscila entre los 379 metros al noreste (Valdecarderas) y los 265 al sur. El pueblo se alza a 288 metros sobre el nivel del mar. 

### Clima
El clima de la zona es Mediterráneo Continental. Se caracteriza por estaciones intermedias (primavera y otoño) son suaves, mientras que el resto (verano e invierno) son extremas. Las temperaturas medias oscilan entre los 35 °C de máxima y los -5 °C de mínima.
Los vientos más presentes en la zona son el cierzo, de componente norte y frío y el bochorno, de componente sur y caluroso.

### Flora y fauna

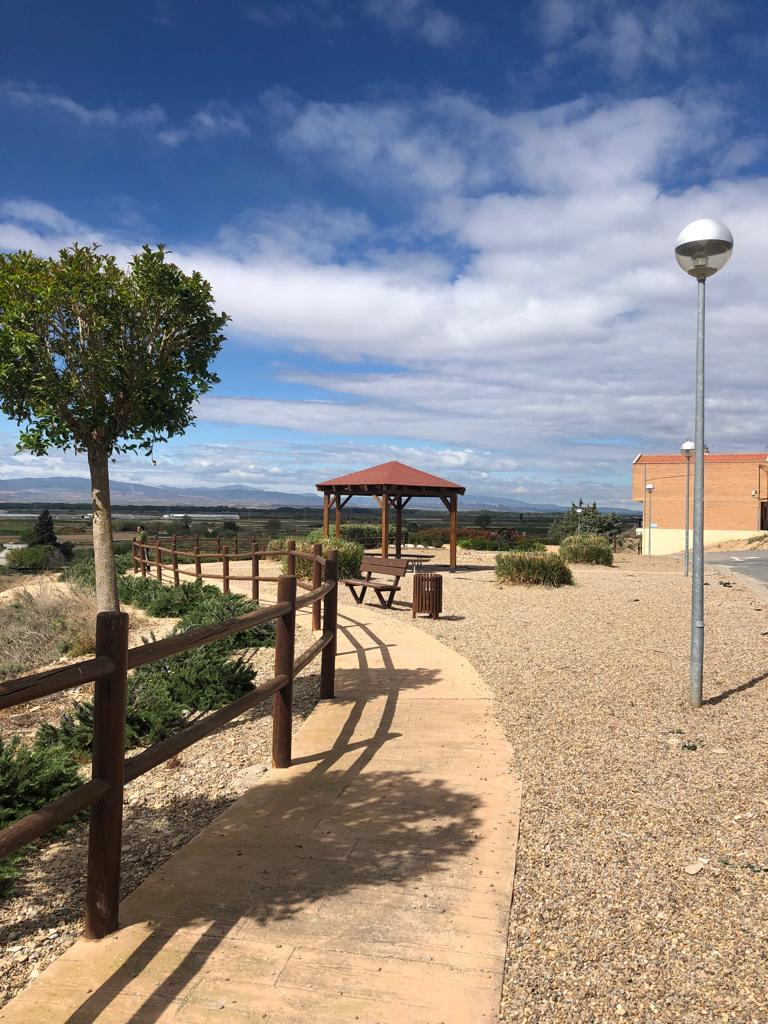
Paseo junto a la escuela infantil

#### Flora
Dentro de Cadreita se pueden diferenciar dos tipos de flora, la esteparia por la cercanía del desierto de las Bardenas Reales y la del Soto.
Dentro de la vegetación esteparia destacan los tamarices, las ontinas, el romero, el tomillo y el esparto junto con otras especies.
En el Soto podemos ver chopos, fresnos, alisos, sauces, álamos, carrizos, juncos y mimbres además de otras especies.

#### Fauna
La fauna de Cadreita es variada por la proximidad de varias reservas naturales. A continuación se listan las especies animales más destacadas que existen en el municipio clasificadas por categoría:
- Mamíferos: Vacas y toros bravos, jabalíes, zorros, tejones, nutrias, turones, comadrejas, murciélagos, topos, conejos de monte, liebres. etc.
- Aves: Buitre común, águila real, milano, águila culebrera, aguilucho cenizo, lechuza, búho real, cigüeña común, garza gris, tórtola común, palomas, estorninos, cuervos, vencejo, avión común, golondrinas, oropéndolas, jilgueros, verderones, codornices, perdices, urracas y todo tipo de patos y ánsares emigrantes.
- Peces: Barbos, madrillas, percas, carpas, anguilas, lucios, ocasionalmente podemos ver truchas y siluros.
- Reptiles: Gardachos (lagarto verde), culebra bastarda, víboras, rana común, sapo común, salamandras, lagartijas, etc.
- Crustáceos: Cangrejos de río, caracol pardo, caracol común, etc.

También dentro de la fauna, existe una especie de bivalvo de río que se creía extinguido, pero que en esta zona aún se mantenía. Es una especie de mejillón gigante de unos 25 cm de largo de color negro muy similar a los mejillones de mar.

## Toponimia

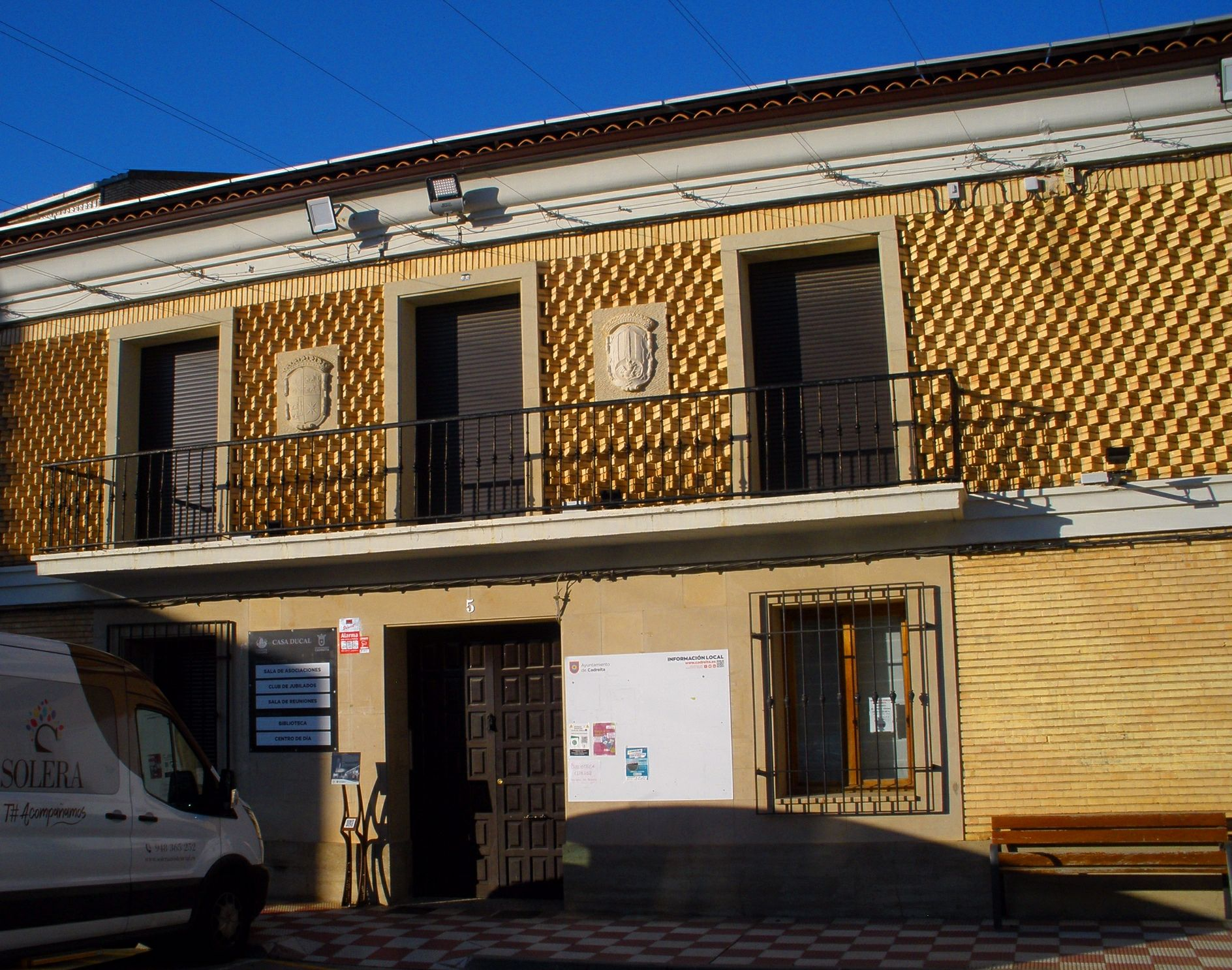
Casa Ducal

En la Antigüedad se tienen registradas varias denominaciones: Quadreyta, Careyta, Catareyta y Cadereyta. En opinión de los lingüistas Ricardo Ciérvide y Mikel Belasko, su significado se vincularía con el término en latín cataracta que en castellano había evolucionado a caderechas.

## Historia

### Edad Media
Estuvo en poder de los musulmanes desde el año 850 hasta finales del siglo XI, cuando la conquistó Sancho Ramírez, rey de Aragón y de Pamplona antes del año 1093. Posteriormente la donó al monasterio francés de San Ponce de Tomerières en 1093, junto con el castillo que este poblado poseía. 
Según refiere la Crónica de San Juan de la Peña, luego que el rey de Aragón Ramiro el Monje y el rey García Ramírez el Restaurador de Pamplona (1134-1150) hubieron orillado sus diferencias con el Pacto de Vadoluengo, pidió el rey navarro como hijo (adoptivo, se entiende) al rey Ramiro el Monje, que le donase algo en que pudiera heredarle y el rey Ramiro, le concedió los lugares de Siresa, Roncal, Cadreita y Valtierra por el tiempo que viviese el donatario bajo condición de que a su muerte habrían de volver al rey de Aragón. 
En torno a 1218 tenían el señorío de Cadreita Juan y Gil de Bidaurre, padre e hijo, quienes lo cambiaron a Sancho VII de Navarra por los pueblos de Subiza, Biurrun, Arre y Arruazu. En 1221, el concejo de Cadreita hizo hermandad con los de Arguedas y Valtierra contra sus enemigos y defensa de los regadíos. En 1235 tenía el señorío de Cadreita y su castillo Rodrigo Jiménez de Rada [[Anexo:Arzobispos de Toledo|arzobispo de Toledo, «quien prestó homenaje al rey de Navarra de hacer la guerra a quien le mandare; expresábase que dicho señorío era a vida y que al morir el arzobispo, debía volver al rey». 

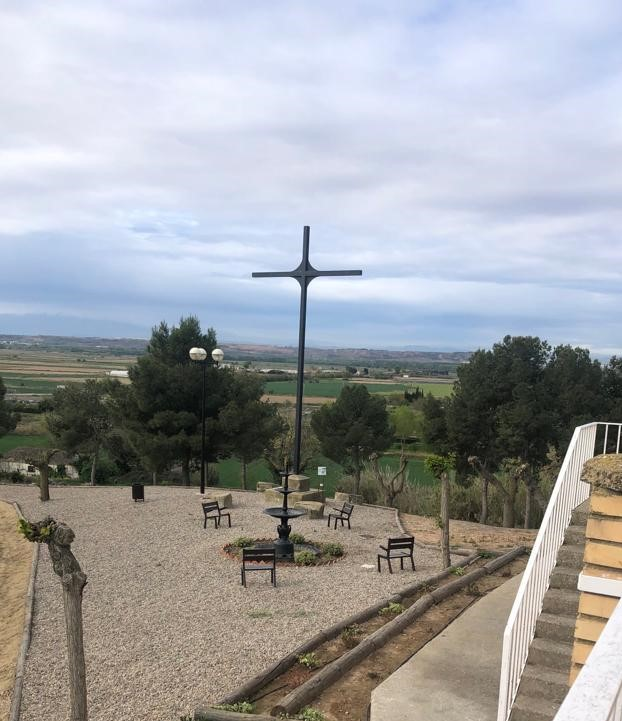
Crucero

Los alcaides del castillo de Cadreita se hallan consignados en los libros de Comptos del Archivo de Navarra. En 1335 fue destruida la población por el ejército de Castilla al mando de Pedro Manrique. Unos años después se abatió (1348) la la peste negra que afectó a Europa, durante la cual perecieron casi todos los vecinos de la localidad, fueron abandonados los campos y las viviendas que habían sobrevivido a la guerra con los castellanos.
En 1372 la reina Juana de Valois, mujer de Carlos II el Malo, libertó a perpetuo, de todas las pechas, a los habitantes cristianos y moros de Cadreita, con la obligación de que de las 200 cahizadas de tierra que tenía el rey, sembrasen para él, en cada año, 100 cahizadas, barbechando las otras 100. El rey adquirió en Cadreita casas, piezas, viñas y otros bienes y vecindades, que fueron de Machín de Uriz, a cambio cambio de otras propiedades que le dio el rey en la merindad de Pamplona. El rey Carlos III el Noble donó en 1423 el castillo y villa de Cadreita a su nieto, el Príncipe de Viana, con el fin de dotar de patrimonio al título nobiliario de «Príncipe de Viana» que acababa de crear.
En 1446 el rey vendió los bienes que había comprado procedentes de Machín de Uriz a Jaime Díaz de Aux, escudero y caballerizo del Príncipe de Viana, al que este había nombrado capitán y alcaide de la villa y su castillo de Corella en 1427. El 30 de marzo 1446, el príncipe entregó la jurisdicción alta y media más el señorío de la villa a su escudero y caballerizo, a cambio de la villa de la Taberna del ducado de Gandía y de los 3000 florines que le debía.
En 1448 el Príncipe de Viana concertó el matrimonio de Jaime Díaz de Aux con Graciana de Armendáriz, perteneciente a un linaje procedente de la Baja Navarra. Graciana estaba al servicio de la princesa Leonor, hermana del príncipe. Con este enlace los linajes de Aux y Arméndaríz quedaron vinculados al señorío de Cadreita.

#### El castillo medieval
Tras la conquista de Castilla a los musulmanes, Cadreita se encontró en territorio fronterizo y, como era habitual, el monarca cristiano mandó construir una fortificación con el objeto de proteger sus nuevas posesiones y afianzar la frontera con el enemigo. Esta fortaleza, que se entiende se trataba de una construcción modesta, estuvo emplazada en la actual plaza del Palacio, desde la que se dominan los territorios del sur, de los que podían llegar las incursiones musulmanas.
Así pues, se tiene noticia de su existencia desde finales del siglo XI. Pero, a partir de la conquista del valle del Ebro por los reinos cristianos, desde principios del siglo XII el castillo de Cadreita perdió valor estratégico y, en consecuencia, sufrió un deterioro progresivo, que se manifiesta en las constantes y modestas reparaciones que se llevaron a cabo a partir de esa fecha y, especialmente, a lo largo del siglo XIV. 
Con motivo de los conflictos bélicos padecidos a mediados del siglo XV entre los reinos de Navarra y Castilla, de nuevo Cadreita se encontró en la frontera con el enemigo y, en consecuencia, su castillo recobró interés estratégico y por este motivo se llevaron a cabo obras de mejora
Como se ha adelantado, el castillo era propiedad del monarca que encomendaba su jurisdicción a un alcaide al que dotaba del correspondiente salario y condecía derechos sobre el territorio que debía proteger. A partir de 1466 la custodia correspondía al influyente linaje local de los Diez de Aux Aramendía, el cual la perdió en 1512 como consecuencia de la conquista de Castilla, probablemente porque había apoyado al bando agramontés, el que había apoyado a los reyes de Navarra, que a partir de su derrota se habían refugiado en sus territorios del otro lado de los Pirineos. 
Tras la incorporación del reino de Navarra al de Castilla, de nuevo la fortaleza dejó de tener interés militar y en consecuencia fue demolida en 1516, al igual que otras que habían perdido valor estratégico. Sin embargo, sus ruinas permanecieron hasta comienzos del siglo XIX.

### Edad Moderna

#### Señorío de Cadreita
Los Aux eran nobles procedentes de Aquitania que alcanzaron prestigio por su participación en la primera cruzada a las órdenes de Godofredo de Bouillón. Se afincaron en los reinos Navarra y Aragón, donde tuvieron propiedades en Bielsa y Daroca. Ejercieron el señorío de Cadreita y en 1503 fundaron un mayorazgo con las propiedades que poseían en esta villa y en Tudela, Valtierra, Milagro y otras localidades.

#### Marquesado de Cadreita
El marquesado de Cadreita fue creado el 29 de abril de 1617, un siglo después de la incorporación del Reino de Navarra a la Corona de Castilla. Felipe III otorgó este título a Lope Díez de Aux de Armendáriz, virrey de Nueva España, caballero de Santiago, general de la Armada Real de la guarda de las Indias, pariente del expedicionario, Pedro de Ursúa. 

#### Enlace con el ducado de Alburquerque
En 12 de enero de 1645, su hija, Juana Francisca Díez de Aux y Armendáriz, la heredera del marquesado, contrajo matrimonio con Francisco Fernández de la Cueva y Enríquez de Cabrera, octavo duque de Alburqueque, marqués de Cuéllar, de Alcañices, Balbases, conde de Huelma y Ledesma. De esta manera, el marquesado de Cadreita permaneció vinculado al ducado de Alburquerque, que ejerció la jurisdicción sobre la villa y su término municipal durante los tres siglos siguientes.
Su señorío pertenecía en el año 1745 al duque de Alburqueque, marqués de Cadreita, a quien el rey dio la jurisdicción criminal de aquel con facultad de nombrar alcalde mayor, teniente, regidores y otros ministros.

### Edad Contemporánea
El duque de Alburqueque como marqués de los Balbases, señor de la villa, tenía en Cadreita un palacio y cerca de él, un castillo fuerte, arruinado ya en el siglo XIX. El blasón de sus armas se veía en un sello de cera pendiente de una escritura en pergamino del año 1307, que estaba en el archivo del [Orden de Malta#Prioratos y Lenguas|gran priorato de la orden de San Juan en Navarra]], legajo de Cadreita.
Durante la Guerra de la Independencia, a mediados de septiembre de 1810, el segundo batallón de la partida de guerrilleros de Francisco Espoz y Mina, mandado por Gregorio Cruchaga, tras 24 penosas horas de marcha, llegó a las inmediaciones de Cadreita, con la intención de refugiarse en Castilla. Los guerrilleros pasaron el río Ebro con agua hasta los hombros a la vista de los franceses, sin que estos osaran proseguir la persecución.

#### Sociedad y economía hacia 1850

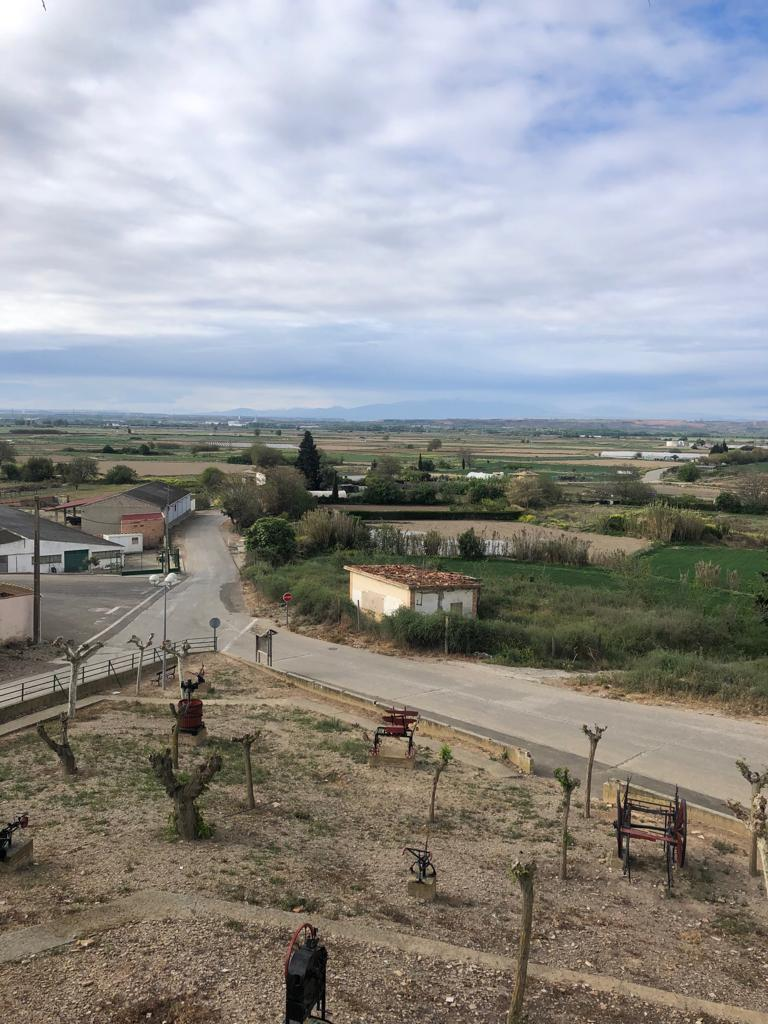
Parque con aperos de labranza. Al fondo, el Moncayo

Pascual Madoz, en su Diccionario Geográfico-Estadístico-Histórico, ofrece información sobre la población y economía de Cadreita a mediados del siglo XIX. Informa de que disfruta de «libre ventilación y clima saludable», tiene 70 vecinos, que suman 3000 «almas», los cuales de «reparten en 70 casas, la municipal, cárcel, escuela de primeras letras frecuentada por 30 niños […] y la de niñas a la que asisten 18 «discípulas». Asegura que «el terreno es de buena calidad», que el regadío procede de las aguas que se traen del Aragón, para concluir:

Produce: trigo, cebada, legumbres, hortaliza, cáñamo, lino, frutas y algún vino; se cría ganado caballar, lanar y cabrío; hay caza de codornices en abundancia y pesca de varias clases […] además de la agricultura hay un molino harinero de telares de lienzos caseros.

#### Final del señorío de Cadreita
En 1830 el marquesado de Cadreita se incorpora al ducado de Alburquerque, que en lo sucesivo es propietario de todo el término municipal, viviendas y tierras; el terreno cultivable era de 30 000 robadas, de las que la mayor parte (22 000) se explotaban por arriendo o por «aparcería» (la mitad para el propietario y la otra mitad para el que la cultivaba), solo 7800 robadas las cultivaba directamente el duque mediante jornaleros.
En el siglo XX se registra un proceso lento de paso de la propiedad a los vecinos. En 1931 estos comenzaron a comprar terrenos para edificar sus casas, en 1966 adquirieron las que ocupaban como arrendados, y entre 1974 y 1984 se produjo la compra de las tierras en un clima de tensión social entre el vecindario. En líneas generales se dividió en dos grupos: el partidario de comprar individualmente las tierras al precio de mercado que ofrecía el ducado y, por otro lado, el que proponía la compra de manera colectiva de toda la propiedad para posteriormente proceder al reparto de la misma, en el que también participaría el ayuntamiento con el fin de que dispusiera de terrenos comunales. De esta manera, al cabo de tres siglos, terminó el dominio señorial sobre Cadreita.

## Demografía
Cadreita cuenta con una población de 2197 habitantes (INE 2024).
| Gráfica de evolución demográfica de Cadreita entre 1842 y 2021                                                      |
| |
| Población de derecho según los censos de población del INE Población de hecho según los censos de población del INE |

## Economía
Su economía está basada principalmente en la agricultura donde destacan los cultivos de espárragos, alcachofas, tomates, etc. Las fábricas de conservas vegetales son otro pilar de la economía local. Respecto a la ganadería, hay alrededor de:
- 3000 Cabezas de ganado ovino.
- 14 000 Cabezas de ganado porcino.
- 5000 de ganado bovino.
- 15 000 cabezas de aves de corral.

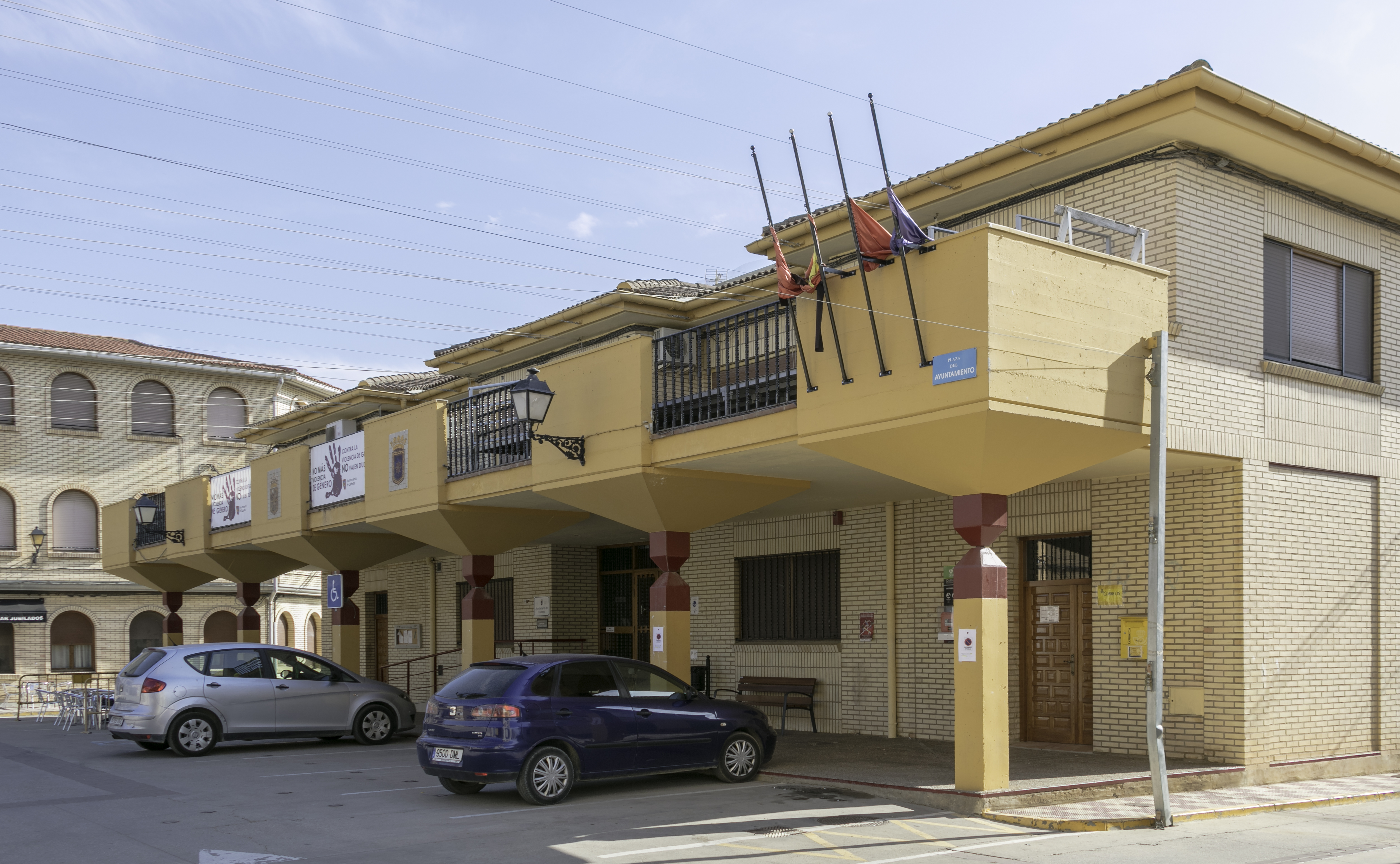
Ayuntamiento de Cadreita

## Administración y política
| Periodo   | Nombre                      | Partido | Partido                                  |
| --------- | --------------------------- | ------- | ---------------------------------------- |
| 2003-2011 | Alfonso Carlos Montori Prat |         | Partido Socialista de Navarra (PSN-PSOE) |
| 2011-2019 | Berta Pejenaute Prat        |         | Unión del Pueblo Navarro (UPN)           |
| 2019-2023 | Berta Pejenaute Prat        |         | Navarra Suma (NA+)                       |
| 2023-act. | Berta Pejenaute Prat        |         | Unión del Pueblo Navarro (UPN)           |

| Partido político                         | 2019               | 2019               | 2015  | 2015       | 2011  | 2011       | 2007  | 2007       | 2003  | 2003       | 1999  | 1999       | 1995  | 1995       |
| Partido político                         | %                  | Concejales         | %     | Concejales | %     | Concejales | %     | Concejales | %     | Concejales | %     | Concejales | %     | Concejales |
| Navarra Suma (NA+)                       | 54,38              | 5                  | —     | —          | —     | —          | —     | —          | —     | —          | —     | —          | —     | —          |
| Partido Socialista de Navarra (PSN-PSOE) | 45,04              | 4                  | 42,00 | 5          | 44,52 | 5          | 56,04 | 6          | 49,11 | 6          | 45,67 | 5          | 28,24 | 3          |
| Unión del Pueblo Navarro (UPN)           | Navarra Suma (NA+) | Navarra Suma (NA+) | 55,43 | 6          | 53,21 | 6          | 42,67 | 5          | 48,08 | 5          | 28,41 | 3          | 41,53 | 4          |
| Independientes de Cadreita (IC)          | —                  | —                  | —     | —          | —     | —          | —     | —          | —     | —          | 10,22 | 1          | —     | —          |
| Independientes de Navarra (IN)           | —                  | —                  | —     | —          | —     | —          | —     | —          | —     | —          | 7,66  | 0          | 19,15 | 2          |
| Izquierda Unida (IU)                     | —                  | —                  | —     | —          | —     | —          | —     | —          | —     | —          | 6,27  | 0          | —     | —          |
| Unidad Popular de Kabreita (UPK)         | —                  | —                  | —     | —          | —     | —          | —     | —          | —     | —          | —     | —          | 8,15  | 0          |

## Cultura

### Patrimonio

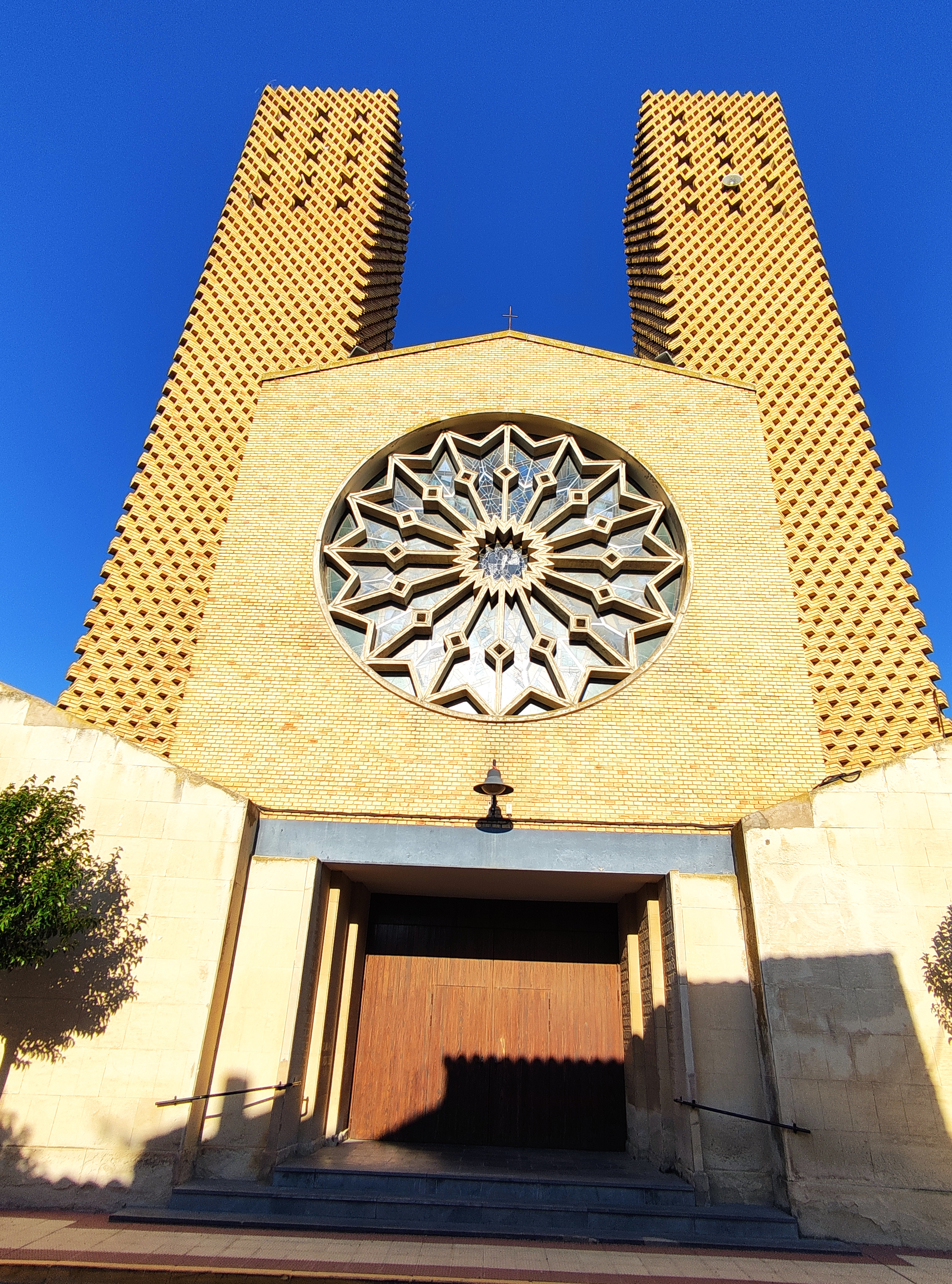
Parroquia de San Miguel Arcángel (1959)

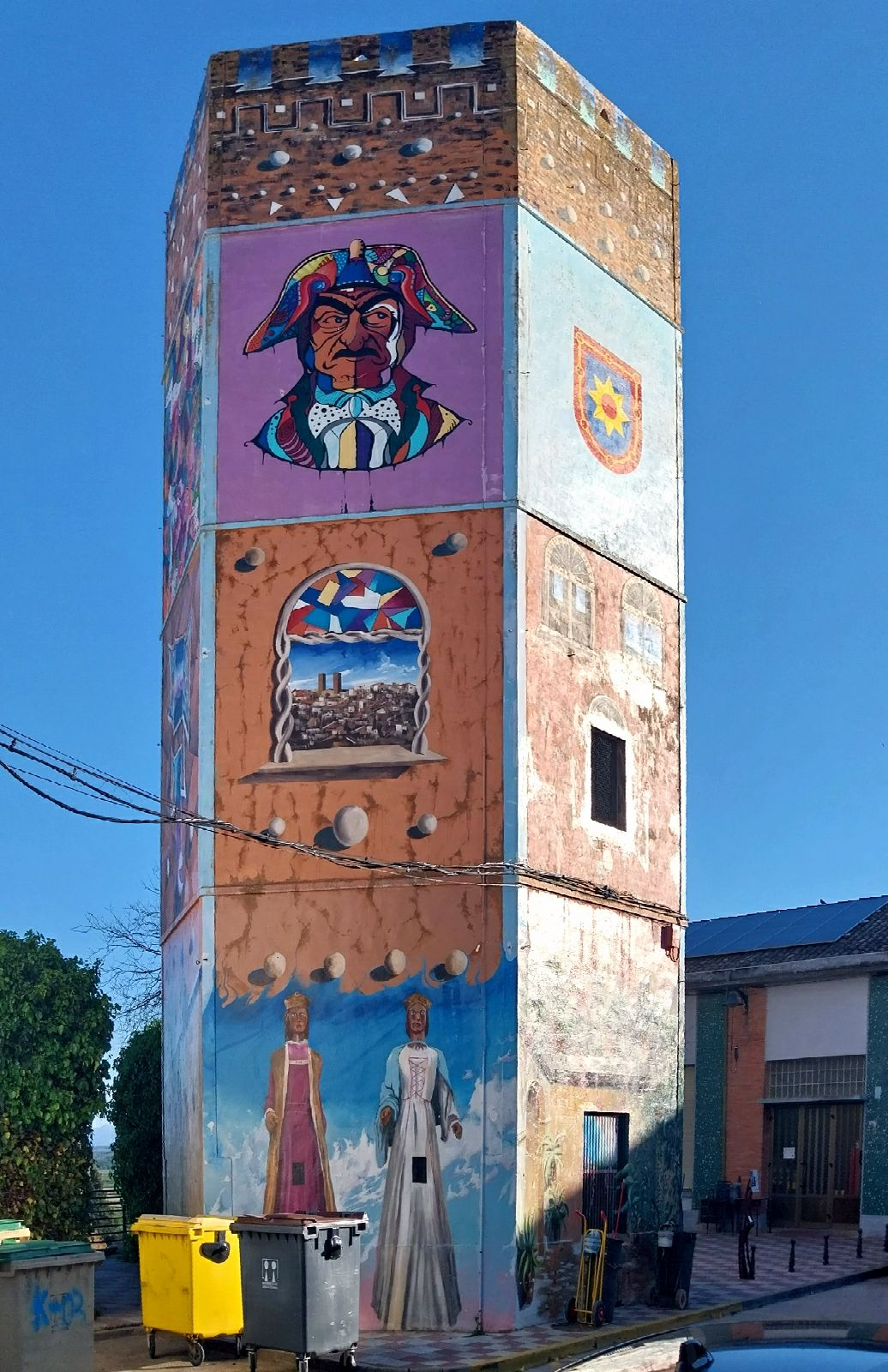
Torre del agua

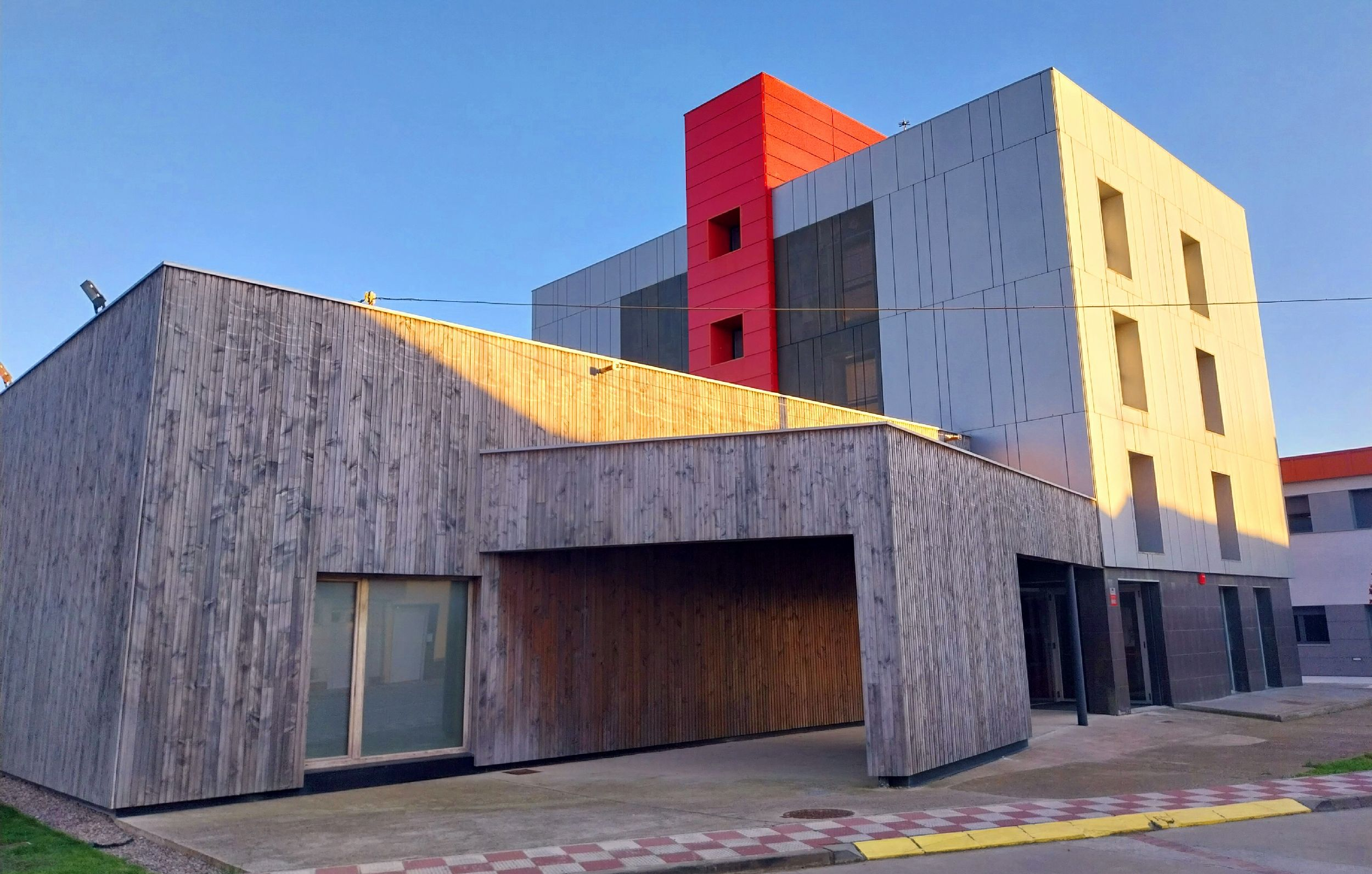
Auditorio Julián Aranaz, inaugurado en 2021

#### Monumentos religiosos
- Iglesia parroquial de San Miguel Arcángel, realizada en 1959 por el arquitecto navarro Francisco Javier Sáenz de Oiza. Destacan sus dos torres gemelas prismáticas de ladrillo caravista colocado de pico, que evocan el arte mudéjar, y sus tres rosetones, de reminiscencias góticas. Para su construcción se derribó la antigua iglesia del siglo XVII.[15] Guarda dos retablos de estilo manierista de 1608 con pinturas de Juan de Lumbier que pertenecieron a la primitiva iglesia barroca.

#### Monumentos civiles
- Bodega con subterráneo del siglo XVII
- Casa consistorial, obra de nueva construcción según proyecto de Laviñeta, natural de Cadreita.
- Casa Ducal, adjunta a la parroquia del siglo XVIII, reconstruida a partir de un proyecto del arquitecto Luis Cubillo de Arteaga (1959).
- Torre del agua, restaurada en 1954 por Pedro Álverez y decorada con murales en 2022 por Alberto Sesma.

### Fiestas y eventos

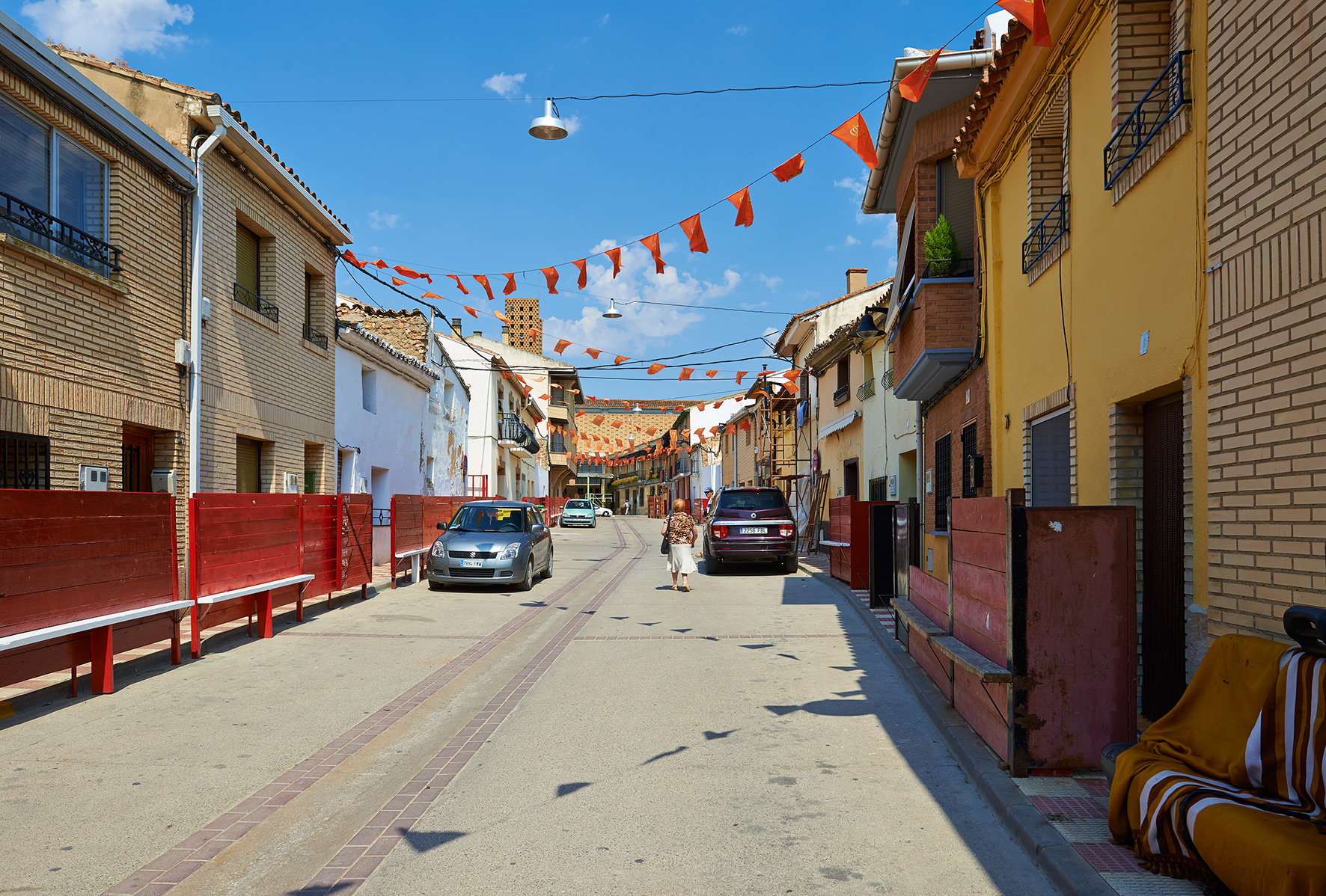
Calle en fiestas

- Fiestas patronales en honor a San Miguel. Del 15 al 22 de julio
- Fiestas de San Antón (Fiestas de invierno). 17 de enero
- Fiestas de la Juventud (El fin de semana más cercano al 29 de septiembre)
- Los Quintos (Fin de semana más cercano al 1 de mayo)
- El día del tomate (Última semana de agosto)